# 黃銻華
黄锑華（英語：Stibiconite）是一种含锑氧化物矿物，化学式为Sb3O6OH。其英文名称来源与希腊语的"stibi"（锑）和"konis"（粉末）。它是烧绿石族的成员。

## 发现
黄锑矿在1862年首次发现于巴伐利亚弗兰肯菲希特尔山脉的Brandholz-Goldkronach区。
它通常作为其他热液锑矿物（如辉锑矿）的二次变质产物。它与黄锑礦、锑华、红锑矿、自然锑与辉锑矿伴生。